# Bagnoregio
Bagnoregio là một đô thị tạitỉnh Viterbo trong vùng Latium của Ý, có cự ly khoảng 90 km về phía tây bắc của Roma và khoảng 25 km về phía bắc của Viterbo.
Tại thời điểm ngày 31 tháng 12 năm 2004, đô thị này có dân số 3.737 người và diện tích là 72,6 km².
Bagnoregio giáp các đô thị: Bolsena, Castiglione in Teverina, Celleno, Civitella d'Agliano, Lubriano, Montefiascone, Orvieto, Viterbo.